# 死神的长发
《死神的长发》，是1964年在意大利上映的一部电影，由安东尼奥·马格赫特執導 ，乔治·阿尔迪松、Barbara Steele、Halina Zalewska 主演的剧情片，该电影主要讲述两个女孩为了给诬陷成女巫的母亲报仇的故事。

## 電影內容
一位原本正常的女性被人诬陷成巫女，而之所以会这样，是因为一个公爵的死亡，而他的死亡导致这位公爵的弟弟怀疑其就是凶手。
随后这个女子的两个女儿于是决定用装神弄鬼的方式来报复这个公爵以及其儿子。
虽说在这之后这个诬陷女子的公爵得知，其哥哥的死是自己儿子造成的，但是他却根本无力去管。
在最后，这位诬陷女子的公爵死于心脏病，而其儿子也被这两个女儿用一些方式烧死……

## 演员表
- 乔治·阿尔迪松
- Umberto Raho
- 劳拉·努奇
- 内洛·帕扎菲尼
- 芭芭拉·斯蒂尔[2]

## 備註
1. ↑  .   [2022-01-06]. （原始内容存档于2022-07-29）.
2. ↑  .   [2022-01-06]. （原始内容存档于2022-01-06）.